# Glacinei Martins
Glacinei Martins (São Roque, São Paulo, Brasil; 19 de septiembre de 1973) o también conocido como Inca, es un exfutbolista brasileño. Jugaba de mediocampista y su último equipo fue el Club Sportivo San Lorenzo de la  Segunda División Del Fútbol Paraguayo.

## Clubes
| Club                               | País     | Año       |
| ---------------------------------- | -------- | --------- |
| União Recreativa dos Trabalhadores | Brasil   | 2001      |
| Atlético Mogi                      | Brasil   | 2001      |
| Cerro Porteño                      | Paraguay | 2002-2005 |
| Nacional                           | Paraguay | 2005-2006 |
| Olimpia                            | Paraguay | 2007      |
| Nacional                           | Paraguay | 2008-2009 |
| Sol de América                     | Paraguay | 2010-2011 |
| San Lorenzo                        | Paraguay | 2012-2013 |

## Palmarés
| Título               | Club          | País     | Año  |
| -------------------- | ------------- | -------- | ---- |
| Campeonato Paraguayo | Cerro Porteño | Paraguay | 2004 |
| Campeonato Paraguayo | Cerro Porteño | Paraguay | 2005 |
| Torneo Clausura      | Nacional      | Paraguay | 2009 |

- Datos: Q5567277